# Zijfrictieachtbaan

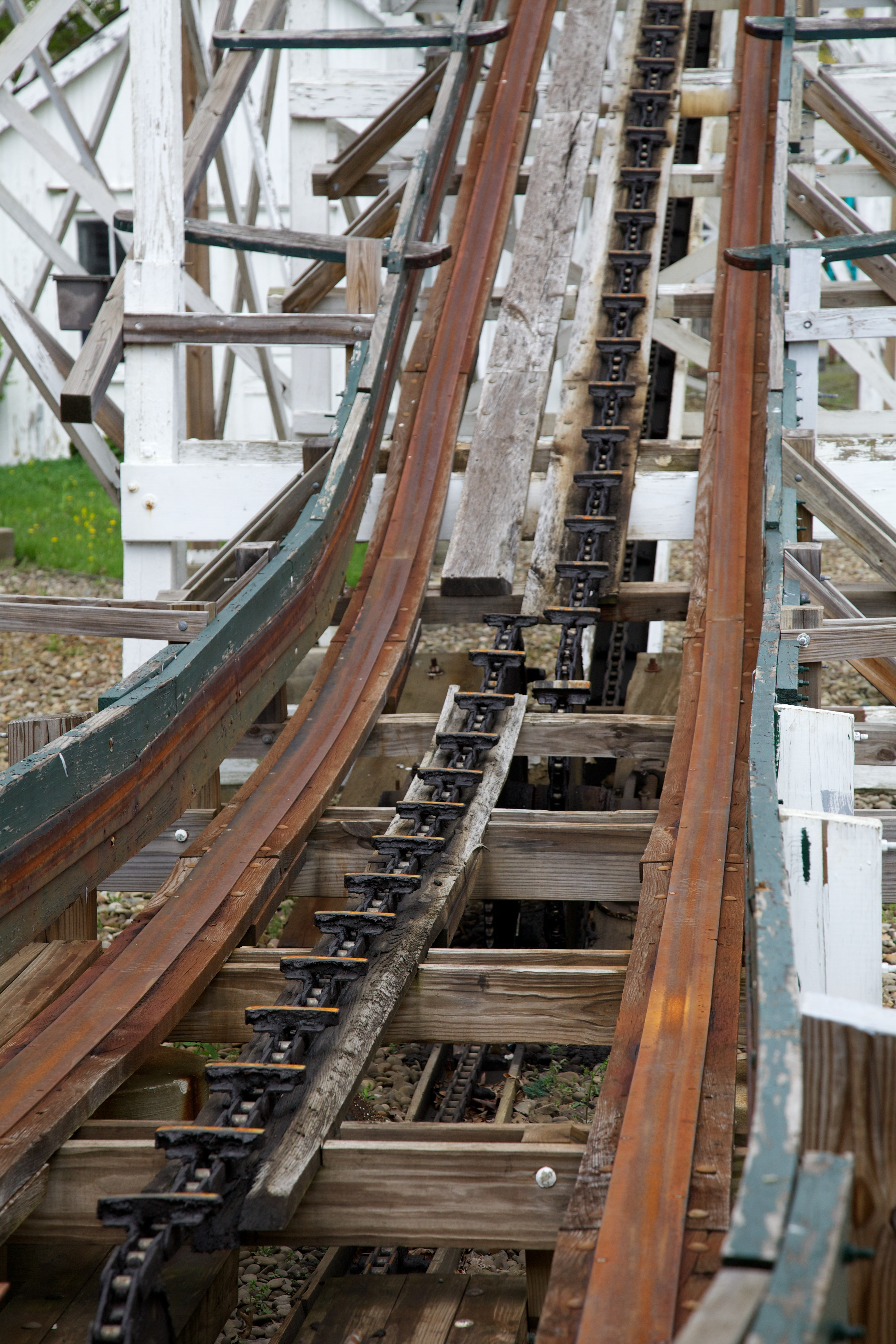
Het spoor van een zijfrictieachtbaan. Onderaan zijn de planken te zien waarover de trein rijdt, en opzij de planken die de trein op de baan houden.

Een zijfrictieachtbaan is de voorloper van de moderne achtbaan. Alle gebouwde zijfrictieachtbanen waren van hout, want de stalen achtbaan was nog niet uitgevonden.

## Zijfrictie versus onderfrictie

### Onderfrictie

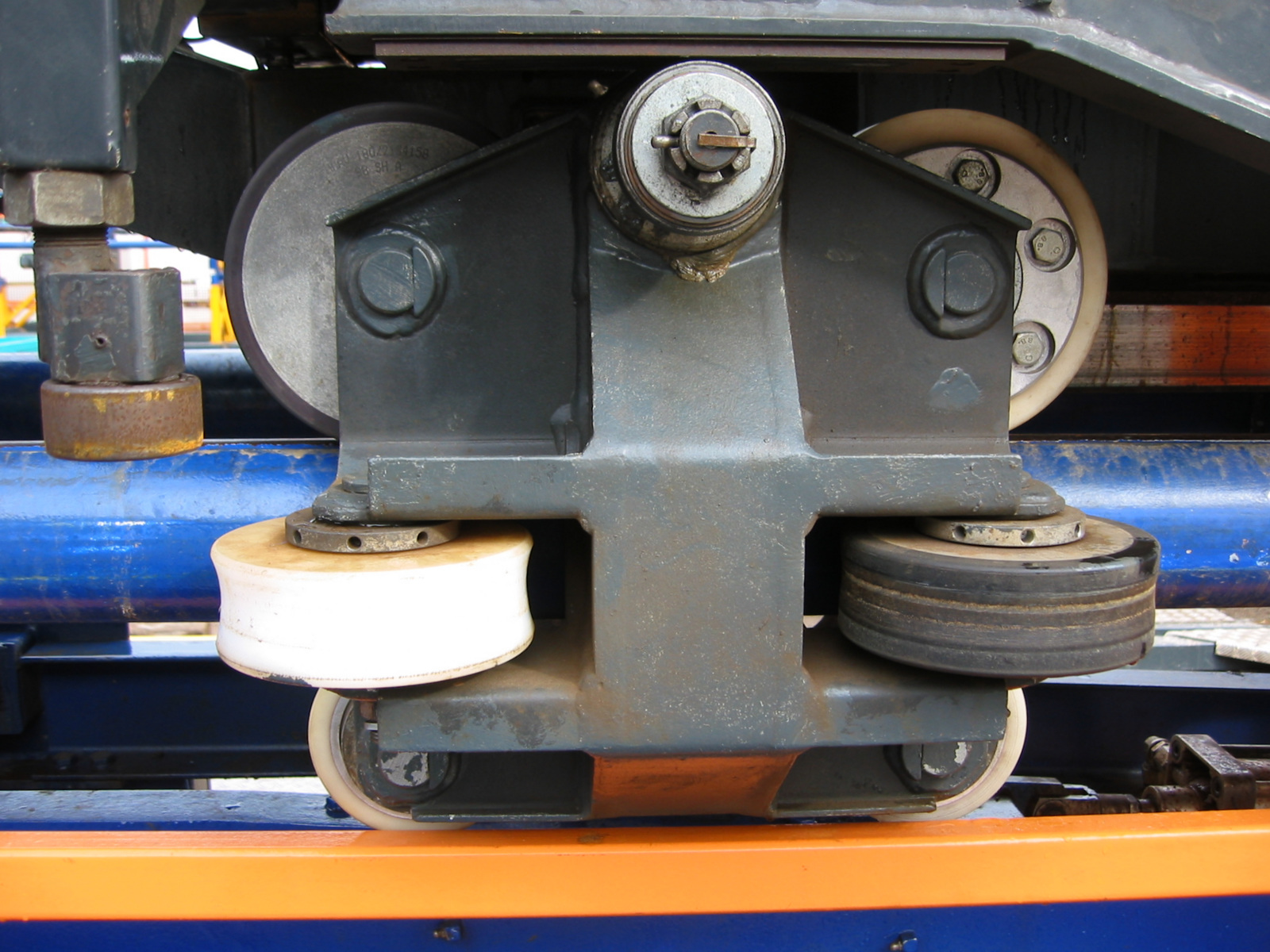
Wielen van een moderne achtbaan. Bovenaan zijn twee gewone wielen te zien, opzij twee zijfrictiewielen en langs onder twee onderfrictiewielen.

Een moderne achtbaan heeft aan iedere hoek van een wagentje van de achtbaantrein minstens drie wielen: één wiel staat boven op het spoor, een ander wiel duwt aan de binnenkant of buitenkant tegen het spoor en dan is er nog een derde wiel, het onderfrictiewiel, dat langs onder tegen het spoor drukt en zo dus het wagentje vasthoudt op de baan. Dat laatste is een relatief recente toevoeging aan de achtbaan en werd uitgevonden in 1912. Het onderfrictiewiel voorkomt dus dat de wagentjes loskomen van het spoor. Een zijfrictieachtbaan heeft deze extra set wielen niet, en dus moet er rekening gehouden worden met de krachten die de achtbaan ontwikkelt opdat het wagentje niet uit het spoor zou gaan. Bij een onderfrictieachtbaan is veel meer mogelijk en hoeft met deze krachten geen rekening gehouden te worden, want het treintje hangt vast aan de baan.

### Zijfrictie
Bij een zijfrictieachtbaan zijn er enkel de wielen die naar beneden gericht staan, waarop het wagentje rijdt, en een set wielen die naar buiten gericht staan, de zijfrictiewielen. Deze rollen over planken, al dan niet verstevigd met een metalen strip, die naast de rand van het spoor zijn aangebracht om de treintjes op de baan te houden. Ze duwen als het ware de trein in de juiste richting. Het treintje rijdt dus eigenlijk door een soort aangelegde goot.

## Beperkingen bij zijfrictieachtbanen

### Hellingen en bochten
Belangrijk bij een zijfrictieachtbaan is dat de resulterende kracht op het wagentje steeds naar het spoor gericht moet zijn. Zo moet bijvoorbeeld bij horizontale baanstukken steeds zwaartekracht blijven gelden, anders komt de trein los van het spoor. In bochten zonder verkanting mag ook geen middelpuntvliedende kracht optreden die groter is dan de zwaartekracht, indien dat toch gebeurt kan de trein ontsporen. Bij zijfrictieachtbanen waren de hellingen dus vaak niet zo steil als bij de moderne achtbaan met onderfrictie, en de bochten minder scherp. In essentie komt het erop neer dat de passagier steeds een neerwaartse kracht moet voelen, en nooit zijwaartse of opwaartse krachten.

### Inversies
Zo waren bij zijfrictieachtbanen ook zo goed als geen inversies. De looping was het enige inversietype dat kan worden gebruikt, op voorwaarde dat de middelpuntvliedende kracht groter is dan de zwaartekracht zodat de trein tegen de baan wordt gedrukt. De looping was zeer moeilijk te maken, en was ook zeer gevaarlijk: als deze kracht te groot wordt, kunnen passagiers flauwvallen, maar als deze kracht te klein is, komt de trein los van de baan boven in de looping en stort naar beneden.
Dit is ook te zien aan het aantal gebouwde banen met een looping. Er zijn wereldwijd slechts 11 achtbanen bekend met een looping die gebouwd zijn vóór de uitvinding van het onderfrictiewiel in 1912. Deze zijn vaak ook slechts heel kort operationeel geweest, en er gebeurden soms dodelijke ongelukken mee. In 1948 werd ook een zijfrictieachtbaan met een looping gebouwd in het Oostenrijkse park Wiener Prater. Deze baan remde af in een waterbak. Ze is slechts drie jaar operationeel geweest.
Pas in 1976 werd een veilige vorm van de looping voor het eerst gebruikt in een onderfrictieachtbaan met gesloten circuit: Revolution (Six Flags Magic Mountain). Hierbij houden de onderfrictiewielen de trein vast tijdens het ondersteboven hangen, en mag de zwaartekracht dus gerust groter zijn dan de middelpuntvliedende kracht.